# Mimosa endlichii
Mimosa endlichii är en ärtväxtart som beskrevs av Hermann August Theodor Harms. Mimosa endlichii ingår i släktet mimosor, och familjen ärtväxter. Inga underarter finns listade i Catalogue of Life.